# 富野村 (宮城県)
富野村（とみのむら）は、1954年（昭和29年）まで宮城県栗原郡中部にあった村。現在の栗原市のうち築館富・築館城生野などにあたる。

## 沿革
- 1875年（明治8年）10月17日 - 水沢県による村落統合にともない、（二迫）富村と城生野村が合併して富野村が成立。
- 1889年（明治22年）4月1日 - 町村制施行にともない、富野村単独で村制施行。
- 1954年（昭和30年）8月10日 - 築館町・玉沢村・宮野村と合併し、新制の築館町となる。

## 行政
- 歴代村長

| 代 | 氏名         | 就任                      | 退任                       | 備考 |
| -- | ------------ | ------------------------- | -------------------------- | ---- |
| 1  | 高橋市良治   | 1889年（明治22年）4月22日 | 1889年（明治22年）10月8日  |      |
| 2  | 白鳥勝三郎   | 1889年（明治22年）11月7日 | 1891年（明治24年）4月21日  |      |
| 3  | 大場泰治     | 1891年（明治24年）5月5日  | 1894年（明治27年）5月15日  |      |
| 4  | 高橋甚太郎   | 1894年（明治27年）5月26日 | 1895年（明治28年）3月25日  |      |
| 5  | 白鳥勝三郎   | 1895年（明治28年）4月7日  | 1899年（明治32年）4月6日   | 再任 |
| 6  | 高橋甚太郎   | 1899年（明治32年）4月19日 | 1903年（明治36年）1月7日   | 再任 |
| 7  | 高橋金治     | 1903年（明治36年）2月12日 | 1907年（明治40年）2月11日  |      |
| 8  | 高橋市良治   | 1907年（明治40年）4月2日  | 1910年（明治43年）6月9日   | 再任 |
| 9  | 千葉碩三郎   | 1910年（明治43年）7月5日  | 1911年（明治44年）2月25日  |      |
| 10 | 鈴木作造     | 1911年（明治44年）5月1日  | 1912年（大正元年）8月9日   |      |
| 11 | 千葉碩三郎   | 1912年（大正元年）9月5日  | 1916年（大正5年）6月24日   | 再任 |
| 12 | 高橋金治     | 1916年（大正5年）8月2日   | 1920年（大正9年）8月1日    | 再任 |
| 13 | 千葉碩三郎   | 1920年（大正9年）8月30日  | 1924年（大正13年）8月29日  | 三任 |
| 14 | 佐藤義右衛門 | 1925年（大正14年）2月6日  | 1925年（大正14年）9月7日   |      |
| 15 | 千葉碩三郎   | 1925年（大正14年）9月8日  | 1929年（昭和4年）2月26日   | 四任 |
| 16 | 須藤円治     | 1929年（昭和4年）6月9日   | 1933年（昭和8年）6月8日    |      |
| 17 | 鈴木新助     | 1933年（昭和8年）8月11日  | 1937年（昭和12年）3月19日  |      |
| 18 | 千葉幸太郎   | 1937年（昭和12年）4月11日 | 1941年（昭和16年）4月10日  |      |
| 19 | 高橋文夫     | 1941年（昭和16年）4月11日 | 1946年（昭和21年）11月23日 |      |
| 20 | 千葉英之亮   | 1947年（昭和22年）4月7日  | 1951年（昭和26年）4月6日   |      |
| 21 | 千葉健太郎   | 1951年（昭和26年）4月24日 | 1954年（昭和29年）8月9日   |      |